# IC 4404
IC 4404 — галактика типу * (зірка) у сузір'ї Мала Ведмедиця.
Цей об'єкт міститься в оригінальній редакції індексного каталогу.